# Liste der Monuments historiques in Botsorhel
Die Liste der Monuments historiques in Botsorhel führt die Monuments historiques in der französischen Gemeinde Botsorhel auf.

## Liste der Bauwerke
| Bezeichnung                 | Beschreibung    | Standort | Kennzeichnung | Schutzstatus | Datum | Bild           |
| --------------------------- | --------------- | -------- | ------------- | ------------ | ----- | -------------- |
| Croix de Saint-Ener (Kreuz) | 14. Jahrhundert | (Lage)   | PA00089840    | Inscrit      | 1969  | weitere Bilder |

## Liste der Objekte
- Monuments historiques (Objekte) in Botsorhel in der Base Palissy des französischen Kultusministeriums